# Bruno Concina
Bruno Concina (Venezia, 20 agosto 1942 – 31 dicembre 2010) è stato un fumettista e scrittore italiano fra i più noti autori italiani di storie a fumetti della Disney, per la quale ha scritto oltre 500 storie in trent'anni di collaborazione.

## Biografia
Smise di frequentare la scuola a quattordici anni per andare a lavorare come fattorino, per poi divenire interprete, guida turistica e impiegato; contemporaneamente scrive alcuni racconti che vennero pubblicati da alcuni periodici; riuscì poi a completare gli studi superiori e divenne insegnante ma sempre continuando a scrivere racconti.
Esordì come autore di storie a fumetti nel 1977 pubblicando una storia di genere horror nella serie Il Vampiro della Edifumetto; nel 1978 conobbe Elisa Penna, vice direttrice del settimanale Topolino della Mondadori che lo introduce nella redazione, esordendo l'anno successivo con la sua prima storia, Zio Paperone e la conflittite acuta e cronica, pubblicata sul n. 1233; in oltre trenta anni di carriera scriverà oltre 500 storie con i personaggi della Disney; fra queste ideò il genere delle storie a bivi, storie a fumetti a finale multiplo che esordirono nel 1985 con la storia Topolino e il segreto del castello, illustrata da Giorgio Cavazzano e ideate ispirandosi a una serie di racconti con finali multipli scritti negli anni trenta da scrittori francesi d'avanguardia. Concina sostiene che questo tipo di opera abbia anche un grande valore pedagogico, e infatti l'ha utilizzata per una tesi di laurea in Pedagogia dal titolo Il fumetto "a bivi" come una proposta educativa, presentata all'Università degli Studi di Padova nell'a.a. 1991/'92. Alcune sue storie sono apparse anche in antologie scolastiche. Si laurea in Scienza dell’Educazione. Oltre ai fumetti scrisse anche romanzi per ragazzi e per l'infanzia. Per la Disney ha ideato anche alcuni personaggi come il Professor Marlin per la serie La macchina del tempo, ripreso da poi da altri colleghi per altre storie, disegnato da Massimo De Vita, e la famiglia Duckis disegnata da Valerio Held. Ha anche svolto il lavoro di traduttore di fumetti Disney statunitensi.
Per Il Messaggero di Sant'Antonio ha ideato le due serie Animal bus e Sally entrambe realizzate graficamente da Maurizio Amendola.
Nel 2008 a seguito della riorganizzazione della redazione di Topolino, si interrompe la sua trentennale collaborazione con il settimanale, anche per via del mancato riconoscimento da parte della Disney Italia dei diritti d'autore sulle traduzioni all'estero e sulle ristampe delle opere degli autori italiani.

## Opere
- "Pensare il fumetto" (3ntini, 1999)
- "Un uccellino chiamato Francesco" (Salani, 2003)
- "Il mammo dei gatti" (Città Aperta, 2005)
- "I due regni - Cercando l’Imperatrice" (De Agostini, 2007)
- "La ragazza che sognava i draghi" (Città Aperta, 2009)